# 화치초등학교 삼간분교
화치초등학교 삼간분교는 전라남도 여수시 중흥동 1580에 있었던 초등학교 분교이다.

## 연혁
- 1965년 3월 1일 중흥국민학교 삼간도분실인가
- 1966년 3월 2일 중흥국민학교 삼간도분교장 인가
- 1967년 5월 17일 율촌동국민학교로 편입
- 1988년 3월 1일 화치국민학교 삼간도분교장
- 1996년 3월 1일 화치초등학교 삼간분교장
- 1999년 9월 1일 무선초등학교로 통폐합